# 침대차

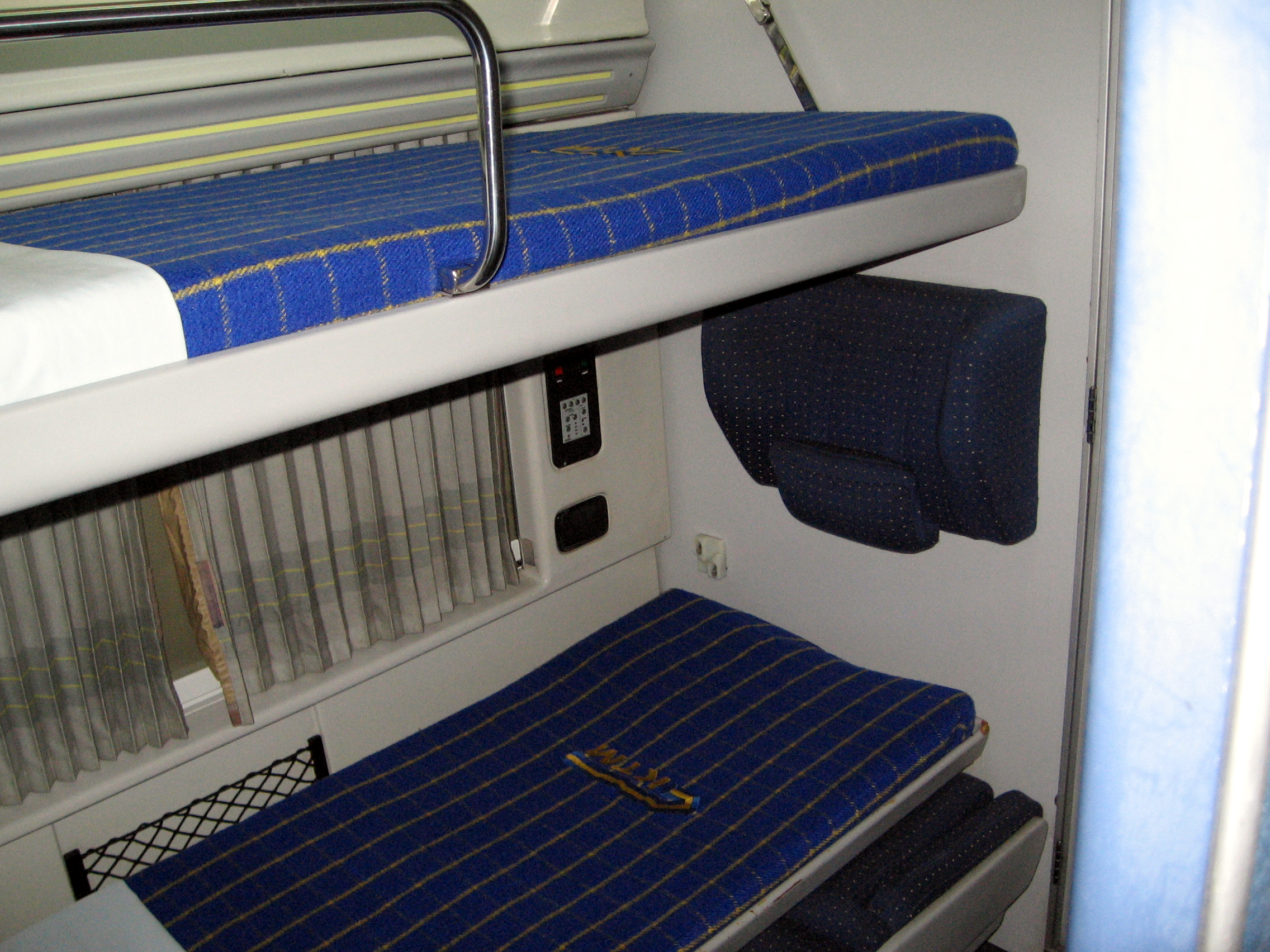
싱가포르-쿠알라룸푸르간 침대차 내부.

침대차(寢臺車)는 객차 내부에 침대 등을 설치하여 승객이 잘 수 있게 한 객차를 말한다. 러시아나 중국, 유럽 등의 초장거리 열차나 오랜 소요시간이 소모되는 열차에 주로 투입된다. 침대차의 발명자는 T. T. 우드러프이다.

## 개요
침대 객차는 국가별, 상품별로 1단, 2단, 3단으로 편성되며 객차 진동 등의 문제로 상단측이 저렴하고 하단측이 비싸다. 이는 대한민국, 일본, 중국 등을 통틀어 전 세계 공통적인 현상이다. 또한 일반 좌석에 비해 승차권 가격이 상당히 비싼 편인데 이는 침대차의 경우 1인당 공간을 많이 차지하고 입석 승차가 불가능하여 그만큼 승객 정원이 줄어들 수밖에 없기 때문이다. 또한 침대차 전용 승무원에 대한 인건비도 적용된다는 특징도 중요한 요인이다. 참고로 3단 침대차는 대한민국에 존재한 적이 없으며, 일본, 중국 등지에서 볼 수 있으며, 각 나라가 넓은 등지에서 볼 수 있다.

## 세계의 침대차

### 대한민국

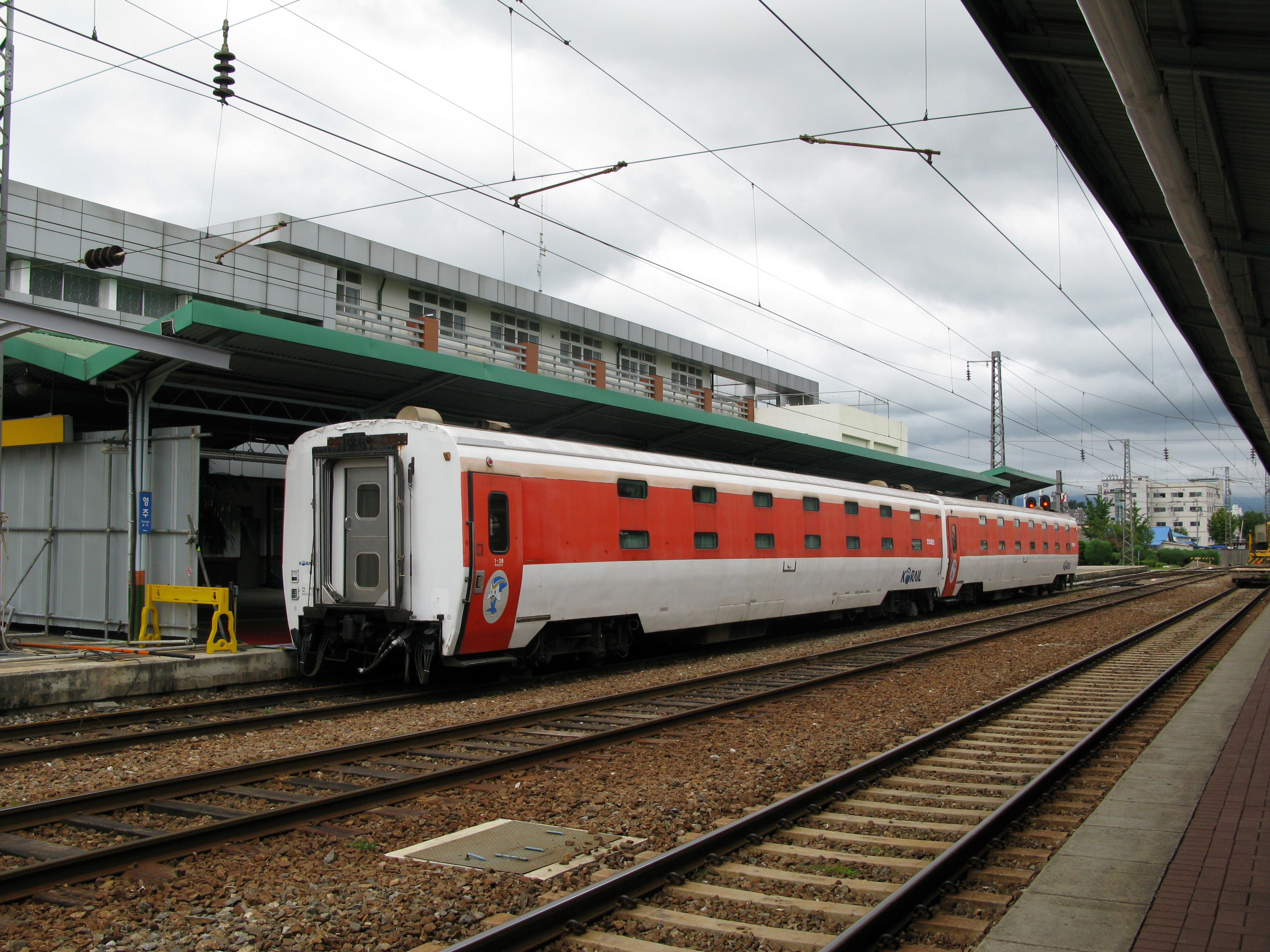
영주역에서 정차 상태로 내일로 회원을 위한 숙박 시설로 사용중인 무궁화호 2001년식 신형 침대 객차.

국토의 구조상 초장거리열차가 극소수인데다가 열차의 고속화가 활발히 진행되어 현재는 이 열차가 자취를 감추어 찾아보기가 힘들다. 대한민국은 통일호와 무궁화호에 침대 객차를 편성했다가, 1998년경 통일호의 침대 객차가 사라졌고, 무궁화호에서도 2004년 KTX 개통을 기점으로 모든 야간열차 편성을 전부 일반형 객차로 바꾸면서 침대객차는 상시 투입에서 모두 사라졌다. 즉 현재 정기 운행하는 침대열차는 없다. 다만 새마을호 등급으로 분류되는 레일크루즈 해랑 여행 상품에 편성되어 있으며, 이는 1단 구조이다.
대한민국의 정기 침대차 편성에서는 1인 1침대석 이용을 원칙으로 하나 어른 1인과 어린이 1인, 또는 어린이 2인이 동시에 사용 가능하였다. 이 경우 승차권은 2매가 출력되었고 그 중 1매에만 침대 추가 요금이 부가되었다. 또한 2번째 승차권의 좌석은 99호차 99호석으로 출력되어 1번째 승차권과 동시에 사용하여야 유효한 승차권으로 인정되었다. 2010년 개정된 한국철도공사 여객운송약관 상의 공식적인 할증료는 상단 35,800원, 하단 48,500원으로 운임을 합치면 동일 구간의 한국고속철도 일반실보다 비싸다. 특히 침대하단 할증료는 한국고속철도 서울 - 신경주 구간 일반실 정상 운임과 거의 같은 수준이다.

### 일본
일본의 경우는 도쿄 ~ 이즈모/다카마쓰를 오가는 선라이즈 이즈모/세토 열차를 제외하고는 모든 야간 침대열차가 정기 운용에서 제외되거나 폐지되었다.

### 러시아
러시아에서는 침대차가 시베리아 횡단열차 등에 편성된다.

## 같이 보기
- 침대
- 객차